# Johann Karl Stadler
Johann Karl Stadler (* 28. Jänner 1871 in Reindorf; † 27. August 1917) war ein österreichischer Baumeister und Architekt.

## Leben
Stadler besuchte die dreijährige Werkmeisterschule an der Staatsgewerbeschule Wien, die er 1889 abschloss. Nach einigen Praxisjahren erlangte er die Baumeisterkonzession und machte sich 1904 selbstständig. Neben der Errichtung von Wohnhäusern trat er auch als Bauunternehmer auf. Stadler fiel mit 46 Jahren im Ersten Weltkrieg, der Ort ist unbekannt.

## Bedeutung
Johann Stadler war nur wenige Jahre vor dem Ersten Weltkrieg tätig. Seine Miet- und Wohnhäuser zeigen secessionistischen Dekor und eine meist flächige Fassade. Manche eigenwilligen Lösungen nehmen die Neue Sachlichkeit vorweg.

## Werke
- Miethäuser, Zentagasse 14, Zentaplatz 6–7, Stolberggasse 20, Wien 5 (1905)
- Miethaus, Gratian-Marx-Straße 8, Wien 11 (1905)
- Miethaus, Längenfeldgasse 6, Wien 12 (1906)
- Miethausgruppe, Schwendergasse 1–1a, Wien 15 (1906)
- Wohnhaus, Starkenburggasse 54, Wien 16 (1909)
- Miethaus, Große Schiffgasse 19, Wien 2 (1912)